# Missak Baghboudarian
Missak Baghboudarian (arabisch ميساك باغبودريان; armenisch Միսաք Պաղպուտարեան; * 1973 in Damaskus, Syrien) ist ein syrischer Musiker und Dirigent armenischer Abstammung. Seit Januar 2003 ist Baghboudarian Leiter und Chefdirigent des Syrischen Nationalen Symphonieorchesters, mit dem er zahlreiche Konzerte in Syrien, dem Libanon, Jordanien, Dubai, den VAE, Oman, Italien, der Türkei und Bahrain gab.

## Künstlerischer Werdegang
Baghboudarian begann seine musikalische Ausbildung am Arab Music Institute in Damaskus bei Hader Junaid und Cynthia Al-Wadi mit den Schwerpunkten Klavier und Orchesterdirigieren. Während seines Studiums trat er in Konzerten auf und nahm an Seminaren mit Françoise Thinat und Swetlana Nawassardjan teil.
1995 absolvierte Baghboudarian die Hochschule für Musik in Damaskus, danach arbeitete er als Dozent für Orchesterarrangement sowie als Assistenzdirigent des Syrischen Nationalen Symphonieorchesters unter der Leitung von Solhi al-Wadi. Baghboudarian war mit ihm an der Produktion der ersten Opernpremiere in der Geschichte Syriens – „Dido and Aeneas“ von Henry Purcell – beteiligt. Aufführungen fanden in den römischen Amphitheatern von Bosra und Palmyra statt und zogen tausende Zuschauer an.
1997 ging Baghboudarian nach Italien, um seine akademische musikalische Ausbildung fortzusetzen. Am Conservatorio di Musica Luigi Cherubini in Florenz studierte er Komposition und Dirigieren bei Mauro Cardi und Alessandro Pinzauti. An der Hans-Swarowsky-Akademie in Wien studierte er Dirigieren bei Julius Kalmar (Dozent an den Musikhochschulen Hamburg und Wien). Parallel dazu nahm er an mehreren Meisterkursen, unter anderem bei Michael Beck (Deutschland), Dorrell Basco (Rumänien), Carl St. Clair (USA), Riccardo Muti (Italien) und Jorma Panula (Finnland), teil.
Im Mai 2004 nahm Baghboudarian als Chefdirigent des Syrian National Symphony Orchestra und Leiter des Chores des Higher Institute of Music an der Eröffnungsfeier des Opernhauses in Damaskus teil. Im August 2006 dirigierte Baghboudarian das Studentenorchester der Hochschule für Musik auf dem Festival Young Euro Classic im Konzerthaus Berlin.
Baghboudarian hat als Dirigent mit Solisten wie dem armenischen Pianisten Armen Babakhanian, der bulgarischen Pianistin Galina Vracheva, den syrischen Pianisten Gaswan Zerikly und Raji Sarkis, dem syrischen Klarinettisten Kinan Azmeh, der Opernsängerin Gloria Skalki, den Pianisten Riccardo Sandiford, Waseem Kotoub, Daniel Giorgi sowie Bassam Neshwati zusammengearbeitet.

## Auszeichnungen
- Orden des Sterns der italienischen Solidarität